# 蒂尔·施泰因福特
蒂尔·施泰因福特（德語：Till Steinforth，2002年6月11日—），德国男子田径运动员，2025年欧洲室内田径锦标赛男子七项全能铜牌得主、2025年世界室内田径锦标赛男子七项全能铜牌得主。他来自萨克森-安哈尔特，曾就读内布拉斯加大学林肯分校，2024年他曾获得内布拉斯加年度最佳男运动员奖。